# Pierre Fix-Masseau

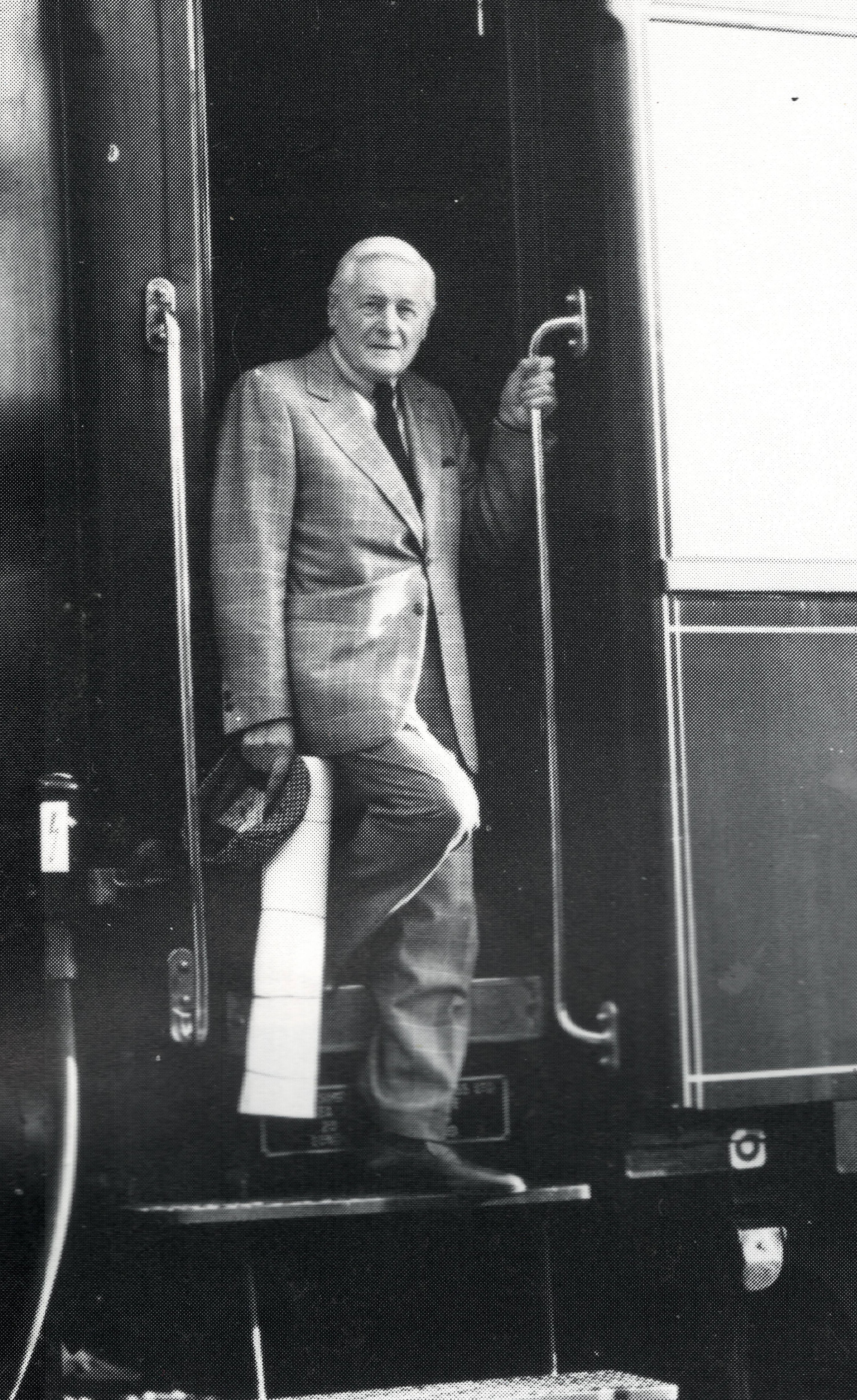
Pierre Fix-Masseau

Pierre Henri Didier Masseau (* 7. Juni 1905 in Paris; † 2. Oktober 1994 ebenda) war ein französischer Grafiker und Sohn von Pierre-Félix Fix-Masseau.

## Biografische Notiz
Fix-Masseau studierte an der École Boulle und der École Nationale Supérieure des Arts Décoratifs in Paris. Er begann 1927 für den Pariser Drucker Nortier zu arbeiten. Ein Jahr später wurde er Schüler des ukrainisch-französischen Illustrators A. M. Cassandre in Versailles. Pierre Fix-Masseau gilt neben Rex Whistler (1905–1944) und Cassandre als der führende Plakat-Zeichner seiner Epoche, der Zeit des Art déco. Der Verkehr war ein beliebtes Thema des Art déco (im Gegensatz zur Dynamik, den das Thema erfordert, steht die eingefrorene geometrische Form). Zwischen 1929 und 1939 arbeitete er für den Pariser Edita-Verlag, nach dem Krieg für den Verlag Aljanvic, außerdem für etliche große Firmen (Shell, Air France, Philips) und die Loterie Nationale.
Masseau starb am 2. Oktober 1994 im Alter von 89 Jahren in Paris.

## Werk (Auswahl)
- Pullman-Express „Cote d´Azur“ (Lithografie, 1929)
- „Exactitude“ (Lithografie, 1932, sein bekanntestes Poster, eine schwarze Lok zeigend, für die Bahngesellschaft ETAT)
- Werbung für Renault (1936, Huiles Renault) und Delahaye (1937, Cabriot 135 M)
- Fremdenverkehrswerbung (z. B. für den Mont St-Michel)
- Werbung für den Fußball im Dienst des Roten Kreuzes
- Werbung für Seidenstrümpfe „Marie-Claire“
- Werbung für den Pariser Autosalon 1965
- Serie über den Orient-Express (Londoner Victoria Station, Venedig-Simplon, 1980er, Centenaire de L´Orient Express, 1983)
- Werbung für den Großen Preis von Monaco (1990)

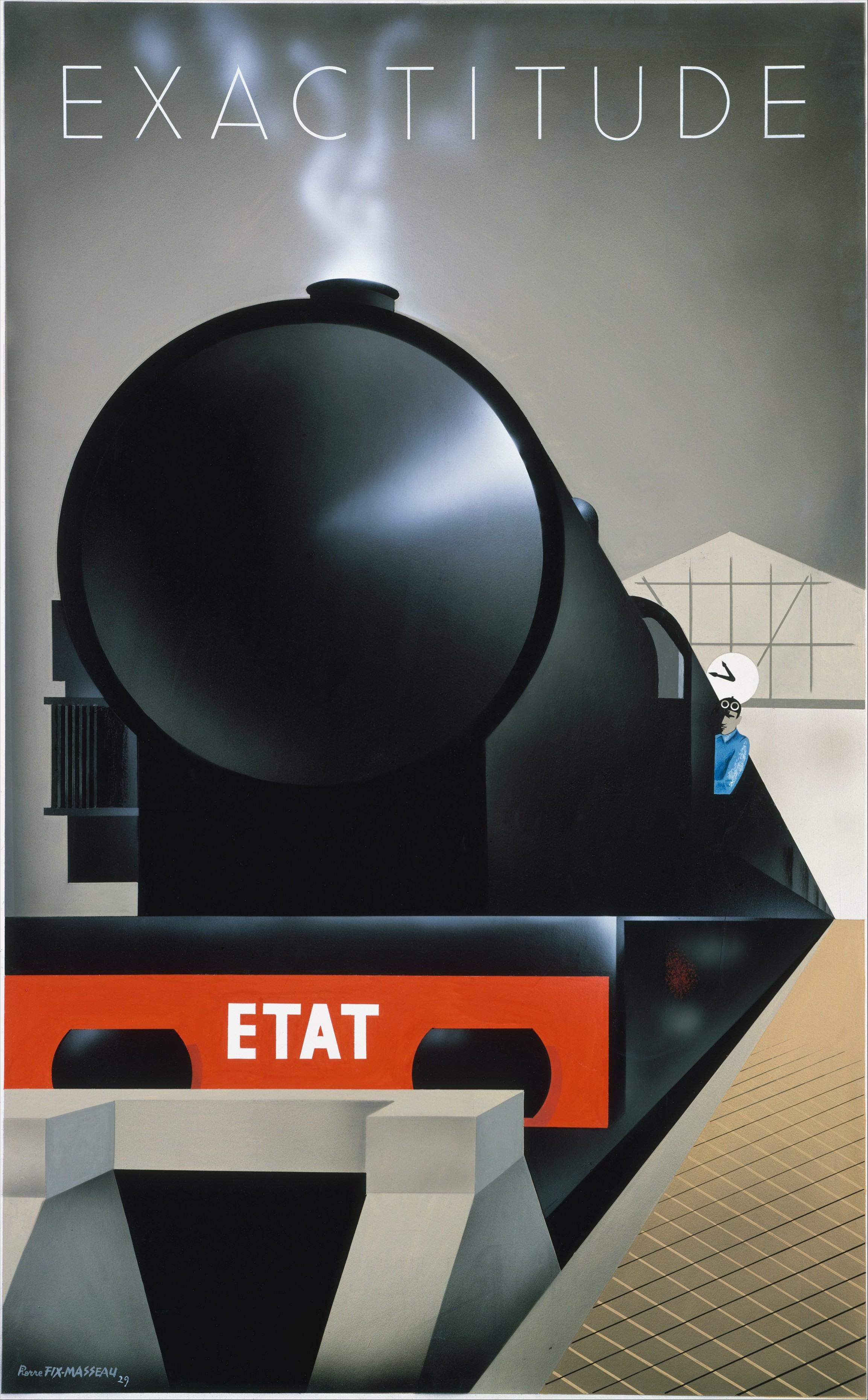
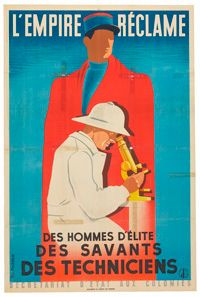